# Beartooth (banda)
Beartooth es una banda estadounidense de hardcore punk formada por Caleb Shomo en Columbus, Ohio en 2012. Firmaron contrato con el sello discográfico Red Bull Records en 2013.
La banda ha lanzado cinco álbumes de estudio y tres EPs: Disgusting (2014), Aggressive (2016), Disease (2018), Below (2021) y su más reciente trabajo The Surface (2023).

## Historia

### Formación y "Sick"(2012–2014)
Caleb Shomo empezó escribir las canciones de Beartooth mientras formaba parte de la banda Attack Attack!. Su proyecto era originalmente llamado 'Noise', pero fue cambiado a Beartooth porque el nombre ya estaba tomado. Nombró la banda por una corte llamada "Bear Tooth" en Columbus, donde su bajista original, Nick Reed, creció. Shomo ha declarado que Beartooth fue en realidad una supuesta distracción mientras todavía era un miembro de Attack Attack! y nada más que eso, sin tener intenciones de grabar o hacer conciertos, sin embargo después de su salida de Attack Attack! el desde entonces ha centrado todo su trabajo en el proyecto y admitió que esta banda ha superado sus expectativas más salvajes y ha hecho todo ha nunca quiso hacer. Reclutó al guitarrista Taylor Lumley, al bajista Nick Reed y al baterista Brandon Mullins para actuaciones en vivo.
Shomo dijo que "Set me on Fire" fue la primera canción de Beartooth jamás escrita, seguido por "I Have a Problem". Estas canciones, así como "Go Be the Voice" y "Pick Your Poison", fueron lanzadas en diciembre de 2012. Formaron parte de una fecha en el Van's Warped Tour en 2013, y también en la gira completa de 2014.
El 7 de junio de 2013, Shomo anunció que Beartooth firmaría con Red Bull Records. Lanzaron su EP debut Sick gratuitamente en su sitio web el 26 de julio de 2013, con Shomo cantando, produciendo y tocando todos los instrumentos en el álbum. El 27 de agosto de 2013, la banda lanzó un vídeo para "I Have a Problem", no ser confundido con la versión viva más temprana. El 18 de diciembre de 2013 la banda fue confirmada para el Warped Tour 2014. El 14 de noviembre, la banda lanzó un vídeo para la canción "Go Be the Voice".

### Disgustingy cambios en la banda (2014–2015)
El 6 de enero de 2014, Kamron Bradbury, anteriormente de la banda City Lights estuvo anunciada como el nuevo guitarrista rítmico. A principios de 2014, Nick Reed dejó Beartooth y fue reemplazado con Oshie Bichar de City Lights para un tour en EE. UU. con Memphis May Fire por todas partes en febrero y marzo.
El 29 de abril de 2014 Beartooth lanzó un vídeo en vivo para su canción nueva, "Dead" confirmado para aparecer en su próximo álbum, Disgusting. El 13 de mayo de 2014 estaba anunciado a través de Facebook la fecha de lanzamiento para el álbum debut, Disgusting, que fue en junio 10 del año 2014, junto con su listado de canciones. El primer sencillo para el álbum fue lanzado en el mismo día, titulado "Beaten In Lips", junto con su vídeo musical. El álbum estuvo disponible en línea en la víspera de su lanzamiento Tanto como el EP debut de Beartooth, Shomo ha cantado, producido, y tocado todos los instrumentos en Disgusting, excepto "In Between", coproducido por John Feldmann.
Beartooth participó en el Warped Tour 2014 de julio a agosto para promover el álbum. En Europa embarcaron en su primer headlining mientras sea también se anunció que visitarían de soporte a Pierce the Veil y Sleeping with Sirens. En agosto estuvo anunciado que también serían headlining en su primer tour por América del Norte hasta octubre y haciendo de soporte a bandas como Vanna, Sirens & Sailors, Sylar y Alive Like Me. En febrero de 2015 visitaron el Reino Unido de soporte de Don Broco, We Are the In Crown y Bury Tomorrow formando parte del Tour Kerrang! de ese año. En mayo el sencillo "I Have a Problem" era una pista confirmada para el juego Guitar Hero Live. De mayo a junio visitaron el Reino Unido de soporte de The Color Morale y Dead Harts, también actuando en festivales como Slam Dunk y Downloads.

### Aggressivey cambios en miembros (2015–2018)
Se sabía por Caleb Shomo que la banda está trabajando en material nuevo vía su Instagram. En agosto la banda se presentó en el Reading and Leeds, haciendo de soporte a la banda Slipknot junto con Suicidal Tendencies en América del Norte y Canadá en octubre, y haciendo un tour como headliners en el Reino Unido en noviembre. En el April Fools la banda lanzó un "versión swingcore" de Jazz de su canción "Dead" como broma a los seguidores declarando que sería material nuevo de la banda, aun así declararon que el álbum había terminado de grabarse en marzo y sería lanzado más tarde este año. En el 4 de abril la banda anunció que tuvieron que separarse de su baterista Brandon Mullins en buenos términos y desearon lo mejor para él, también aseguraron que esto no interferirá en sus próximos tours.
La banda hará tours a principio de marzo hasta mediados de mayo con una variedad de conciertos haciendo de soporte a, Silent Planet, Ghost Key, Stray from the Path, My Ticket Home y Former en fechas mixtas y ha sido anunciado como uno de los artistas participantes del Festival Download 2016.
El 16 de abril de 2016, se filtró que Beartooth iba a lanzar Aggressive el 3 de junio. La banda más tarde confirmó el título de álbum y estrenaron su primera pista con el mismo título del álbum en el canal Sirius XM Octane ese día.

### Disease(2018–2019)
En abril de 2018, el guitarrista Taylor Lumley dejó la banda para buscar otras vías, su reemplazo se anunció en junio de 2018 con el ex guitarrista de Like Moths to Flames, Zach Huston, que se unió a Beartooth a tiempo completo. También se anunció que el baterista de sesión y de estudio Connor Denis se había unido a la banda como su baterista a tiempo completo. El 18 de julio, las canciones "Infection", "Disease" y "Believe" se filtraron en línea, lo que obligó a la banda a revelar el nombre de su nuevo álbum, Disease, la lista de canciones y su arte. El 28 de septiembre, Beartooth lanzó su tercer álbum de estudio "Disease".
El 10 de mayo de 2019, Beartooth lanzó el EP B-Sides, que consta de dos canciones sin usar del álbum Disease.
El 25 de octubre de 2019, la banda lanzó una Edición Deluxe de Disease que incluía las dos canciones de su EP B-Sides, dos nuevas canciones tituladas "Young" y "Threat to Society", así como dos presentaciones en vivo de su Rock am Ring.

### Nuevos miembros yBelow(2020–2021)
El 24 de mayo de 2020, Beartooth anunció que su guitarrista de toda la vida, Kamron Bradbury, dejaría la banda por motivos personales. El 23 de junio, Shomo dijo que el cuarto álbum de la banda, al que se refirió como "LP4", estaba siendo grabado en Capital House Studio en Ohio. El 8 de diciembre, Shomo declaró en una transmisión de Twitch que estaba "apuntando a un lanzamiento del álbum para la primavera de 2021" y que los sencillos "definitivamente" se lanzarían antes de esa fecha. El 18 de diciembre, la banda lanzó una versión remezclada / remasterizada del segundo álbum de estudio de la banda, Aggressive, con capas vocales e instrumentación añadidas.
El 19 de marzo de 2021, la banda lanzó una nueva canción llamada "Devastation" que vio cómo su sonido se desviaba de sus raíces de metalcore, a favor de una sensación de hard rock y heavy metal. Una semana después, la banda lanzó "The Past Is Dead" y reveló que el nuevo álbum se titulará Below. También se anunció que el técnico de guitarra Will Deely se había convertido en el nuevo guitarrista de la banda.

### The Surface(2022–presente)
El 12 de julio de 2022, la banda lanzó el primer sencillo "Riptide" junto con un video musical que lo acompaña. El 21 de abril de 2023, Beartooth presentó el segundo sencillo titulado "Sunshine!" junto con un video musical visualizador. El 21 de julio, la banda publicó el tercer sencillo "Might Love Myself" y su correspondiente video musical. Ese mismo día, anunciaron que su próximo quinto álbum de estudio, The Surface, se lanzará el 13 de octubre de 2023. También revelaron la portada del álbum y la lista de canciones.

## Estilo musical
El estilo de Beartooth en su EP Sick y su álbum Disgusting principalmente ha sido descrito como metalcore, pero con más influencias prominentes del punk rock que el estilo de Caleb Shomo en Attack Attack!, su banda anterior. (a extensión que Beartooth ha sido considerado como una banda de hardcore punk) y sin los elementos electrónicos que empleó en Attack Attack!. Críticos también destacaron su énfasis en sus coros pegadizos. Chad Childers de Loudwire comentó que "el ex-Attack Attack! [Shomo]... Está entregando una mezcla de metalcore y punk de la vieja-escuela en el álbum Disgusting de su nueva banda", mientras Rock Sound describió Beartooth como "mezcla de metalcore con nu metal y... coros masivos", Kory Crece de Rolling Stone escribió que comparado a Attack Attack! , como el "más listo, más flaco Beartooth ha contribuido la agresión con ganchos de pop y seductores riffs hardcore " y Justin Mabee de HM Magazine dijo de Disgusting: "mientras mucho del álbum tiende a centrar dos-pasos, thrash y hardcore, Shomo provino de un sitio donde lo pegadizo estaba en cada canción". Shomo también fue nombrado por Alternative Press como uno de los "15 mejores screamers en el metalcore moderno" en febrero de 2014.
Shomo ha comentado sus intenciones con el estilo de Beartooth en una entrevista con Alternative Press en enero de 2013, cuándo Sick no había sido lanzado todavía, diciendo: "Solo queremos divertirnos, punk-rock, hardcore, música salvaje, hacer espectáculos locos y pasarla bien sin cualquier presión de cualquier cosa". Cuando se le preguntó por qué no había elementos electrónicos en su nueva música, a pesar de que hasta entonces había trabajado mucho con ellos, declaró: "no quiero ningún elemento electrónico en Beartooth. Es muy hardcore y punk." En una entrevista con Kerrang! Shomo declaró que no pretende cambiar el sonido de la banda en su segundo álbum, y será oscuro e intenso como su debut.
La banda cita a AC/DC, Metallica, Slayer, Pantera, Every Time I Die, Underoath, Slipknot, System Of A Down, Avenged Sevenfold, Blink-182 y New Found Glory

## Miembros
Miembros actuales
- Caleb Shomo – voces, guitarras (2012–presente); bajo, batería (2012–presente, solo estudio)
- Will Deely – guitarra rítmica, coros (2021–presente)
- Oshie Bichar – bajo, coros (2014–presente)
- Zach Huston – guitarra principal (2018–presente)
- Connor Denis – batería (2018–presente; en giras 2016–2018)

Miembros anteriores
- Taylor Lumley – guitarra principal, coros (2013–2018); guitarra rítmica (2013–2014)
- Nick Reed – bajo, coros (2013–2014)
- Brandon Mullins – batería (2013–2016)
- Kamron Bradbury – guitarra rítmica, coros (2014–2020)

Timeline

## Discografía
Álbumes de estudio
- 2014: Disgusting
- 2016: Aggressive
- 2018: Disease
- 2021: Below
- 2023: The Surface

## Premios
| Trabajo nominado | Año  | Premio                                          | Resultado |
| ---------------- | ---- | ----------------------------------------------- | --------- |
| Beartooth        | 2015 | Metal Hammer Golden Gods Awards - Best New Band |           |
| Beartooth        | 2015 | Kerrang! Awards - Best International Newcomer   |           |